# Come un pugno chiuso
Come un pugno chiuso è un album discografico del gruppo musicale italiano Statuto, pubblicato nel 2007 dalla Venus Dischi.

## Il disco
È il tredicesimo album musicale degli Statuto.

## Tracce
1. Se tu se lei
2. Per la Vita
3. Sempre Insieme a Te
4. Libertà
5. Come un Pugno Chiuso
6. Non è Il Tempo
7. Alta Velocità
8. Se Questo è l'Amor
9. Città Superba
10. Non Voglio Scordarti
11. Non Hai Bisogno
12. Il Padrino
13. Tocca a Te
14. La Casa per Me

## Formazione
- Oscar Giammarinaro - Oskar - cantante
- Giovanni Deidda - Naska - batteria
- Marco Gios - basso
- Valerio Giambelli - Mr.No - chitarra